# Kanaltorget, Göteborg

Kanaltorget år 1902. Bildsamlingen vid Göteborgs stadsmuseum.

Kanaltorget är ett torg i stadsdelen Gullbergsvass i centrala Göteborg. Det ursprungliga torget var beläget i stadsdelen Nordstaden. Torget är endast numrerat med nr 1, med fastighetsbeteckning Gullbergsvass 703:45, och är cirka 3 800 kvadratmeter stort. Det nuvarande torgets namn fastställdes den 20 september 2007.
Det ursprungliga torget fick sitt namn 1883 efter sitt läge vid Östra Hamnkanalens norra del (igenfylld 1936). Namnet förekommer första gången 1885 i Göteborgs Adress- och Industrikalender. År 1900 var torget 3 676 kvadratmeter stort. Då stadsplanen ändrades för Östra Nordstaden utgick torget under 1973. Kanaltorgsgatan uppstod 1953, från torget och norrut. 
På en karta från 1807, så ligger "Corps de Garde" (Kronans vakthus) på platsen för torget, Östra Hamnen i väster och kajområdet för Lilla Bommen i norr. Lilla Klädpressaregatan i söder tillkom 1848.
Omkring 1850 låg området - i Första kvarteret Gustavus Primus - öde, kallat för "Signeulska trädgården" efter färgerifabrikör Gustaf Adolf Signeul. Det Wernerska huset med tomtnummer 1 och 2, uppfördes 1877 efter ritning av Victor Adler med adress Kanaltorget 1. Huset i fem våningar byggdes för direktör Anders Werner som förvärvat de två västligaste tomterna. År 1971 revs huset då Nordstans parkeringshus skulle uppföras. Här inrättade han företaget Aug. Werner & Co:s Fabriks- och Handels AB - grundat 1866 - och som bland annat ägde Anderstorps bomullsspinneri i Lindome och anlade Eriksbergs färgeri i Göteborg. Det senare blev utflyttat till Anderstorp.
Lilla Bommens Bro gick över Östra Hamnkanalen vid dess utlopp i Lilla Bommens Hamn. Den band samman Kanaltorget med S:t Eriks Torg. Bron försvann 1936, då kanalen fylldes igen. Det var en bred bro med järnvägsspår och mycket annan trafik.
Den öppna plats som uppstod när Götatunneln färdigställts år 2006 och på vilken informationscentret Älvrummet placerades, fick namnet Kanaltorget år 2007. Under åren 2010–2012 var Göteborgshjulet beläget på Kanaltorget. Under den perioden benämndes platsen i göteborgshumorn för Hjultomten.